# 柏陽站

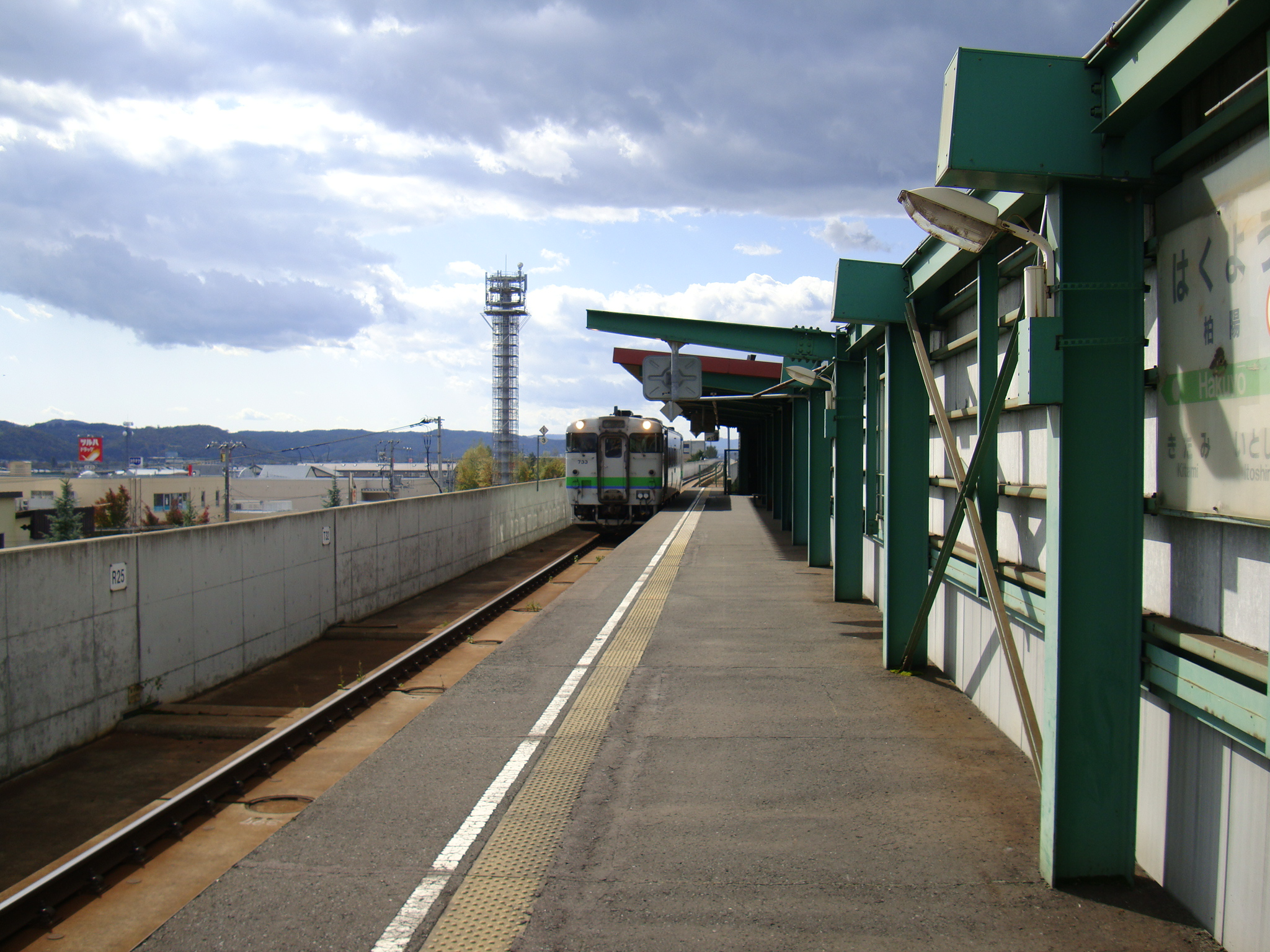
車站月台

柏陽站（日语：／ Hakuyō eki */?）是位於北海道北見市並木町的北海道旅客鐵道（JR北海道）石北本線的鐵路車站。車站編號為A61。電報略號為ハヨ。本車站為高架車站，亦是位於日本最東北的車站。

## 歷史
- 1957年（昭和32年）12月1日 - 以國有鐵道的柏陽臨時乘降場開始營業。並開始旅客處理。
- 1987年（昭和62年）4月1日 - 國鐵分割民營化後，由JR北海道繼承。同時升格為車站。
- 1990年（平成2年）3月10日 - 設定營業距離。
- 1992年（平成4年）10月1日 - 車站高架化並向愛之野方向移近600米。
  - 舊車站位於北海道道943號北見環狀線及北見工業大學附近。

## 車站構造
柏陽站為1面1線的單式月台高架無人車站。在本車站停靠的列車都是屬於一人控制的列車，而在上學時間將會有由3～4輛組成的列車開放車門載客。

## 車站周邊
車站旁為北見市的住宅區及多間商店。
- 國道39號
- 北海道北見柏陽高等學校
- 北見市立小泉小學
- CO-OP SAPPORO 清美店
- TSURUHA
- 北見春光郵政局
- 北海道北見巴士「柏陽高校」、「小泉7號」車站

## 相鄰車站
北海道旅客鐵道（JR北海道）
■石北本線
北見（A60）－柏陽（A61）－愛野（A62）

## 外部連結
- （日語）JR北海道 – 柏陽站 （页面存档备份，存于）
- （日語）全驛參觀之旅 （页面存档备份，存于）